# 山富国际旅行社
山富國際旅行社股份有限公司(英語：RICHMOND INTERNATIONAL TRAVEL & TOURS CO., LTD.，簡稱「山富旅遊」)，成立於1988年5月25日，2020年3月9日正式掛牌上櫃(股票代號2743)，山富旅遊為大型綜合旅行社 ，其有「山富旅遊」與「富裕人生」的品牌，專營旅遊服務，主要業務為全球各地區團體旅遊、機票、訂房、自由行、企業差旅、會議參展、教育訓練、高鐵假期代理、國際遊輪等。

## 歷史
1988年5月25日創立，並於2003年建置「山富旅遊網」，完成B2B與B2C線上旅遊商品平台。

2009年因應台灣觀光蓬勃發展，為提供安全、優質交通服務，成立富裕人生遊覽車股份有限公司，並作為關係企業提供台灣入境與團體旅遊旅客交通服務。

2014年配合「加強投資策略性服務業推動計畫」，由經濟部工業局與中加顧問股份有限公司共同投資，遴選為國發基金投資的旅遊業者。

2015年3月25日臺灣掛牌興櫃(股票代號2743)，2020年3月9日正式掛牌上櫃(股票代號2743)。

2020年因應全球穆斯林旅遊趨勢，為提供更友善的穆斯林旅遊服務，提升台灣入境旅遊市場產值，獲得中國回教協會授權為穆斯林友善旅行社。

## 全資子公司
- 富裕生活產業股份有限公司[14]

## 关联企業
- 富裕人生遊覽車客運有限公司[15]
- 富裕人生汽車租賃股份有限公司
- 富遊國際文教股份有限公司

## 外部連結
- 山富旅遊官方網站 （页面存档备份，存于）
- 山富旅遊的Facebook專頁
- 山富旅遊部落格
- 山富旅遊的Instagram帳戶
- 山富旅遊的LINE官方帳戶
- 山富旅遊Telegram頻道
- 山富旅遊LinkedIn